# Amblyopappus pusillus
Amblyopappus es un género monotípico de plantas con flores de la familia de las asteráceas. Incluye una sola especie: Amblyopappus pusillus. Se encuentra en California, México y América del Sur en los acantilados costeros, dunas y playas.

## Descripción
Es una planta anual que alcanza un tamaño de 40 cm de altura. (perfumada) Tallos erectos, ramificados. Hojas caulinares, opuestas (proximales) o alternas (la mayoría), sésiles; las hojas principalmente son lineales, a veces pinnadas con los márgenes finales enteros. Las inflorescencias discoides o disciformes, en panículas o corimbos. El involucro ovoide a campanulado, de 3-4 mm de diámetro. + brácteas persistentes. La corola amarilla, tubular o casi.  Cypselas  3 - 4-anguladas, peludas; vilano persistente. Tiene un número de cromosomas de x = 8.

## Taxonomía
Amblyopappus pusillus fue descrita por Hook. & Arn. y publicado en Journal of Botany, being a second series of the Botanical Miscellany 3(22): 321. 1841.
Etimología
Amblyopappus: nombre genérico que proviene de las palabras griegas ambly = "contundente", y pappus = "vilano".
pusillus: epíteto latíno que significa "muy pequeña"
Sinonimia
- Amblyopappus pauciflorus Phil.
- Amblyopappus pusillus var. pauciflorus (Phil.) Reiche
- Aromia tenuifolia Nutt.[5]